# Melittomma sicardi
Melittomma sicardi is een keversoort uit de familie Lymexylidae. De wetenschappelijke naam van de soort is voor het eerst geldig gepubliceerd in 1939 door Pic.